# Southern Association
La Southern Association était une ligue mineure de baseball de niveau A1 puis AA, deux niveaux en dessous de la Ligue majeure de baseball. Elle opère de 1901 à 1961. Bastion raciste n'acceptant pas d'aligner des joueurs noirs, la Southern Association est d'abord boycottée par les associations des droits civiques puis contrainte à cesser ses activités en 1961.

## Histoire
La Southern Association est fondée en 1900 par Abner Powell, Charley Frank et Newt Fischer et commence ses compétitions en 1901. Ne pas confondre cette ligue avec celles portant le même nom en 1885-1886 puis 1892-1896.

## Liste des équipes
- Atlanta Firemen 1902 → Atlanta Crackers 1903-1961
- Birmingham Barons 1901-1961
- Chattanooga Lookouts 1901-1961
- Knoxville Smokies 1931-1944
- Little Rock Travelers 1901-1909, 1915-1958, 1960-1961
- Macon Peaches 1961
- Memphis Egyptians 1901-1908 → Memphis Turtles 1909-1911 → Memphis Chicks 1912-1960
- Mobile Sea Gulls 1908-1917 → Mobile Bears 1918-1930 → Mobile Marines 1931. Mobile Bears 1944-1961
- Montgomery Black Sox 1903 → Montgomery Senators 1904-1908 → Montgomery Climbers 1909-1910 → Montgomery Billikens 1911 → Montgomery Rebels 1912-1914. Montgomery Rebels 1943. Montgomery Rebels 1956
- Nashville Volunteers 1901-1961
- New Orleans Pelicans 1901-1959
- Selma Christians 1901
- Shreveport Giants 1901-1903 → Shreveport Pirates 1904-1907. Shreveport Sports 1959-1961

## Palmarès
| - 1901 : Nashville Volunteers - 1902 : Nashville Volunteers - 1903 : Little Rock Travelers - 1904 : Memphis Egyptians - 1905 : New Orleans Pelicans - 1906 : Birmingham Barons - 1907 : Atlanta Crackers - 1908 : Nashville Volunteers - 1909 : Atlanta Crackers - 1910 : New Orleans Pelicans - 1911 : New Orleans Pelicans - 1912 : Birmingham Barons - 1913 : Atlanta Crackers - 1914 : Birmingham Barons - 1915 : New Orleans Pelicans - 1916 : Nashville Volunteers - 1917 : Atlanta Crackers - 1918 : championnat inachevé - 1919 : Atlanta Crackers - 1920 : Little Rock Travelers - 1921 : Memphis Chicks |  | - 1922 : Mobile Bears - 1923 : New Orleans Pelicans - 1924 : Memphis Chicks - 1925 : Atlanta Crackers - 1926 : New Orleans Pelicans - 1927 : New Orleans Pelicans - 1928 : Birmingham Barons - 1929 : Birmingham Barons - 1930 : Memphis Chicks - 1931 : Birmingham Barons - 1932 : Memphis Chicks - 1933 : New Orleans Pelicans - 1934 : New Orleans Pelicans - 1935 : Atlanta Crackers - 1936 : Birmingham Barons - 1937 : Little Rock Travelers - 1938 : Atlanta Crackers - 1939 : ? - 1940 : Nashville Volunteers - 1941 : ? - 1942 : ? |  | - 1943 : Nashville Volunteers - 1944 : Nashville Volunteers - 1945 : Mobile Bears - 1946 : Atlanta Crackers - 1947 : Mobile Bears - 1948 : Birmingham Barons - 1949 : ? - 1950 : ? - 1951 : Birmingham Barons - 1952 : Memphis Chicks - 1953 : Nashville Volunteers - 1954 : Atlanta Crackers - 1955 : Mobile Bears - 1956 : Atlanta Crackers - 1957 : Atlanta Crackers - 1958 : Birmingham Barons - 1959 : Mobile Bears - 1960 : Atlanta Crackers - 1961 : Chattanooga Lookouts |